# Wijkia clarkii
Wijkia clarkii là một loài Rêu trong họ Sematophyllaceae. Loài này được (Dixon) H.A. Crum miêu tả khoa học đầu tiên năm 1971.